# Jacek Trela
Jacek Szczęsny Trela (ur. 30 sierpnia 1956 w Warszawie) – polski prawnik, adwokat. W latach 2016–2021 prezes Naczelnej Rady Adwokackiej, senator XI kadencji.

## Życiorys
Syn Zdzisława i Marii. W latach 1975–1979 odbył studia prawnicze na Wydziale Prawa i Administracji Uniwersytetu Warszawskiego. Pracował jako arbiter w Okręgowej Komisji Arbitrażowej w Warszawie. W latach 1982–1983 działał w ramach Prymasowskiego Komitetu Pomocy Osobom Pozbawionym Wolności i ich Rodzinom. W 1986 ukończył aplikację adwokacką w Warszawie i otrzymał wpis na listę adwokatów, podejmując w tym samym roku praktykę w zawodzie.
Był członkiem Okręgowej Rady Adwokackiej w Warszawie, pełnił funkcję przewodniczącego jej Komisji ds. Etyki. W 2001 i 2004 wybierany na dziekana ORA w Warszawie, w latach 2004–2007 kierował Sądem Polubownym przy ORA w Warszawie. W listopadzie 2016 podczas XII Krajowego Zjazdu Adwokatury w Krakowie został wybrany na prezesa Naczelnej Rady Adwokackiej. Funkcję tę sprawował do marca 2021.
W 2017 został członkiem Społecznej Komisji Kodyfikacyjnej. W lipcu 2021 wstąpił do partii Polska 2050 Szymona Hołowni. W wyborach parlamentarnych w 2023 był kandydatem Trzeciej Drogi do Senatu w okręgu nr 16. Uzyskał mandat senatora XI kadencji, otrzymując 93 316 głosów (48,48%).
Podczas wyborów prezydenckich w Polsce w 2025 został pełnomocnikiem wyborczym Szymona Hołowni.

## Odznaczenia
W 2006 został wyróżniony odznaką Adwokatura Zasłużonym, a w 2017 Medalem „Zasłużony dla Wymiaru Sprawiedliwości – Bene Merentibus Iustitiae”.